# Bilo
Bilo (bulgariska: Било) är en bergskedja i Bulgarien. Den ligger i regionen Sofijska oblast, i den västra delen av landet, 50 kilometer öster om huvudstaden Sofia.
I omgivningarna runt Bilo växer i huvudsak lövfällande lövskog. Runt Bilo är det ganska glesbefolkat, med 36 invånare per kvadratkilometer.